# Aziza Mariam Albachir
Aziza Mariam Albachir est une femme politique tchadienne née en décembre 1978. 

## Formation
Entre autres, Mme ALBACHIR est détentrice d'un Diplôme de troisième cycle en Administration publique de l'École Nationale d'Administration du Niger, d'une Maitrise en Finances et Comptabilité de l'École Supérieure de Gestion à Paris. Elle est une ancienne des programmes de Master en Comptabilité de George Washington University (Washington DC) et du Master of Business Administration de Rice University (Houston, TX).
Elle a également suivi les programmes suivants : Leadership Executive Program de la Columbia University (New York), Energy Management Program de la Rice University (Houston, TX) ainsi que le Six Sigma Lean Program (HESS Refinery, Virgin Islands).  

## Carrière
Experte Senior en matière de stabilisation et de développement des zones de conflits avec le Programme des Nations Unies pour le Développement (PNUD), elle dispose de plus de 18 ans d'expérience dans le secteur pétrolier et énergétique au niveau mondial et national. Sa vaste et riche expérience s'étend aux organisations internationales et multinationales pétrolières (ExxonMobil Production, HESS Corporation, Noble Energy, Glencore), et à la construction de relations solides et durables avec les institutions financières internationales et partenaires au développement (Union européenne, Allemagne, Royaume-Uni, Pays-Bas, Suède, etc.).
De 2019 à 2024 au Niger, Mme ALBACHIR a occupé pour le PNUD les fonctions de Conseillère Technique Principal, responsable de la formulation et mise en œuvre du Programme de stabilisation, de prévention des conflits et de consolidation de la paix, en étroite collaboration avec les différents partenaires. Dans ce rôle, elle a conçu et coordonné la conduite avec succès de l'initiative régionale de stabilisation des zones transfrontalière et de conflits, notamment dans le bassin du lac Tchad et la région du Liptako-Gourma. Elle a ensuite supervisé au Gabon la mise en route du Programme d'Urgence de Développement Communautaire (PUDC), financé par le gouvernement gabonais à hauteur de 200 millions de dollars, visant la réalisation d'infrastructures sociales inclusives et résilientes au Gabon. Elle a été précédemment chargée de conseiller le Soudan du Sud sur la mise à jour de son cadre institutionnel et juridique des secteurs du pétrole et de l'électricité.
Avant les Nations Unies, de 1998 à 2019, elle a occupé diverses fonctions dans le secteur pétrolier et énergétique, dans plusieurs pays - Tchad, Guinée équatoriale, Gabon, Soudan du Sud, Algérie, Libye, Malaisie, États-Unis - pour le compte de multinationales pétrolières - ExxonMobil Production, HESS Corporation, Noble Energy, Glencore, Chevron, Petronas etc. Elle a participé à d'importantes négociations de contrats pétroliers et gaziers, de contrats de partenariat (joint-venture), coordonné/planifié et conseillé sur l'élaboration et la mise en œuvre de politiques nationales dans les domaines de l'énergie et des ressources naturelles. Elle a suivi et conseillé les Etats et les sociétés pétrolières sur les questions de conformité règlementaire, de financement, de fiscalité et de recouvrement des coûts pétroliers.
Elle a servi son pays, le Tchad, en qualité de Ministre du Pétrole, et avant cela comme Directrice Générale Adjointe de la Société des Hydrocarbures du Tchad. Fonction où elle a œuvré pour la mise en œuvre des orientations en matière de gouvernance et de développement du secteur pétrolier. 